# Лалпур
Лалпур (бенг. লালপুর, англ. Lalpur) — город на северо-западе Бангладеш, административный центр одноимённого подокруга. Площадь города равна 8,68 км². По данным переписи 2001 года, в городе проживало 15 813 человек, из которых мужчины составляли 53,27 %, женщины — соответственно 46,73 %. Уровень грамотности населения составлял 39,9 % (при среднем по Бангладеш показателе 43,1 %). 